# ツインビー ポータブル
『ツインビー ポータブル』（TwinBee PORTABLE）はコナミデジタルエンタテインメントより2007年1月25日に発売されたPlayStation Portable用のソフト。ツインビーシリーズ5作を収録したオムニバスソフト。開発はエムツー。パッケージイラストはShuzilow.HAによる描き下ろし。

## 概要
本作は、キュートなキャラクター、ポップなBGM、ベルによるパワーアップなど、独自のシステムで人気を博したシューティングゲーム『ツインビーシリーズ』の復刻版として発売された。アーケードおよび家庭用で人気の高かった5作品がセレクトされ収録されている。内容は概ね元のハードに準じた移植だが、『ツインビーだ!!』のみPSPのハードに合わせて現代風にアレンジされたリメイク移植となる。また、「GAME SETTING（ゲームセッティング）」のメニューでは、画面モードや難易度などの各種設定が自由に変更可能であり、ゲーム中のサウンドを自由に聴けるミュージックギャラリーモード等が登載されるなど盛りだくさんな内容となっている。

## 収録作品
収録作品は以下の通り。各タイトルのゲーム内容など詳細についてはそれぞれのページを参照。
ツインビー（1985年　アーケード）
出たな!!ツインビー（1991年　アーケード）
Pop'nツインビー（1993年　スーパーファミコン）
ツインビーヤッホー! ふしぎの国で大あばれ!!（1995年　アーケード）
ツインビーだ!!（1990年　ゲームボーイ ※パワーアップリメイク移植）

## 移植度考察
ゲーム内容自体は概ね元のハードに準じた移植である（リメイク版を除く）。縦画面仕様だった『ツインビー』と『出たな!!ツインビー』には縦画面モードが登載され、PSP本体を縦にして縦持ちプレイが可能（操作性はともかく）である。また、PSPのモニター解像度はアーケード版よりも高いため、通常の横画面表示でも縦長画面レイアウトの解像度設定で表示できたり、画面一杯にフル画面表示も可能など、この辺りの設定変更はかなり柔軟な仕様となっている。その他にも過去の移植版で見られた、ステージ間のロード時間や処理落ちする箇所も改善しているなど、総じて移植度は高い仕上がりだと言える。
ただし、収録作品全てが1人プレイ専用に仕様変更されており、タイトル名にもちなんでいる、シリーズの売りでもあった2人同時プレイが削除されている。ただ、セッティング変更でプレイ機体を1Pと2Pから選択することは可能。この為、移植度そのものは総じて高い仕上がりであるにも拘わらず、本当の意味での完全移植とは言えないような面もある。が、特別なセッティング変更をすれば、PSP1台で2人プレイが可能となる。

## リメイク版ツインビーだ!!
元がモノクロだったゲームボーイ版『ツインビーだ!!』については、PSPのハードの性能を活かした画面のフルカラー化や解像度アップ、ベイシスケイプの並木学によるサウンドのアレンジ、画面の両側に取得したベルを表示など画面レイアウトの改良など大幅なリメイクが施されている。また、自機の当たり判定が見た目より小さくなっており、敵が大量の弾幕を張って攻撃してきたりと、発売年の時代に合わせたゲーム性に仕上がっている。
PSP版の仕様変更箇所
- 1人プレイ専用となり2人同時プレイは不可（セッティングによりPSP1台での2人プレイは可能）
- ステージセレクトのカットやステージ連結などの影響でBGMが2曲カット
- ステージ2以降のパワーアップ状態では、ステージ開始時からメインBGMでなく各ステージ用パワーアップBGMが流れる
- ステージ3のパワーアップBGMがカットされた（PSP版のステージ3ではゲームボーイ版ステージ5のパワーアップBGMが流れる）
- ステージ4の終盤にステージ5の浮遊大陸エリアが連結されていて、そのままステージ5のボスラッシュに突入する
- ステージ4の蜂ボスと、ステージ5の大部分は割愛されていて、4ステージ＋ラスボスステージの構成で1ステージ分少ない

## サウンド
本作に登載のミュージックギャラリーモードでは、「ツインビー」15曲、「出たな!!ツインビー」17曲、「ツインビーヤッホー」29曲、「Pop'nツインビー」20曲、「ツインビーだ!!（PSP版アレンジ）」16曲、X68000版「出たな!!ツインビー」（MIDIバージョン）21曲の合計118曲を自由に聴く事が可能。また、メドレー、シャッフル、リピートプレイにも対応しているなどインターフェースも作り込まれている。
本作に収録のリメイク版『ツインビーだ!!』のサウンドは、ベイシスケイプの並木学による、ゲームボーイ版のBGMをアーケードのバブルシステムの音源風にアレンジしたものが使用されている。このような、過去のゲームハードに登載された内蔵音源の音色を使用するという手法のアレンジは、本作の発売後にコナミデジタルエンタテインメントより、WiiのWiiウェアのダウンロード専用タイトルとして配信された、『グラディウス リバース』「魂斗羅 ReBirth」「ドラキュラ伝説 ReBirth」などでも使われた。これらのタイトルの製作は本作と同じエムツーであり、サウンドのアレンジも同じく並木が担当している。